# Пылтсамаа (волость, 2017)
Пы́лтсамаа (эст. Põltsamaa vald) — волость в Эстонии в составе уезда Йыгевамаа. Образована в 2017 году. Административный центр — город Пылтсамаа.

## География
Расположена в центральной части Эстонии. Площадь волости — 889,55 км², плотность населения на 1 января 2024 года составила 10,7 чел/км². Лесные массивы занимают 44 % территории волости.
На территории волости частично расположены природоохранные области международного значения: заповедники Алам-Педья и Эндла. Крупнейшая река волости — Пылтсамаа, самое большое озеро — Камари

## История
Волость Пылтсамаа образована в октябре 2017 года в результате административно-территориальной реформы путём слияния волостей Паюси (за исключением деревни Кааве), Пуурмани (за исключением деревень Йыуне, Пёэра, Садукюла и Хярьянурме), Пылтсамаа и города-муниципалитета Пылтсамаа. Административный центр волости — город Пылтсамаа.
Во времена Российской империи волость Пылтсамаа состояла из двух волостей, исторические русские названия которых — Замок-Оберпаленская волость (нем. Schloß-Oberpahlen, Gemeinde) и Ново-Оберпаленская волость (нем. Neu-Oberpahlen, Gemeinde).

## Символика
Герб: геральдический щит разделён пополам бегущей по диагонали из верхнего левого угла к нижнему правому углу золотой рекой, при этом верхняя его часть синего цвета, нижняя — зелёного. На синей части золотая корона, на зелёной части три золотых колоса.

Флаг: прямоугольное полотнище разделено пополам бегущей по диагонали из верхнего левого угла к нижнему правому углу золотой рекой, при этом верхняя его часть синего цвета, нижняя — зелёного. На синей части золотая корона, на зелёной части три золотых колоса.

Золотая корона символизирует город Пылтсамаа, три колоса — это три объединившихся волости. Золотая река — символ Йыгевамаа. Автор символики — Хейно Прунсвельт (Heino Prunsvelt), утверждена 20 апреля 2018 года.

## Населённые пункты

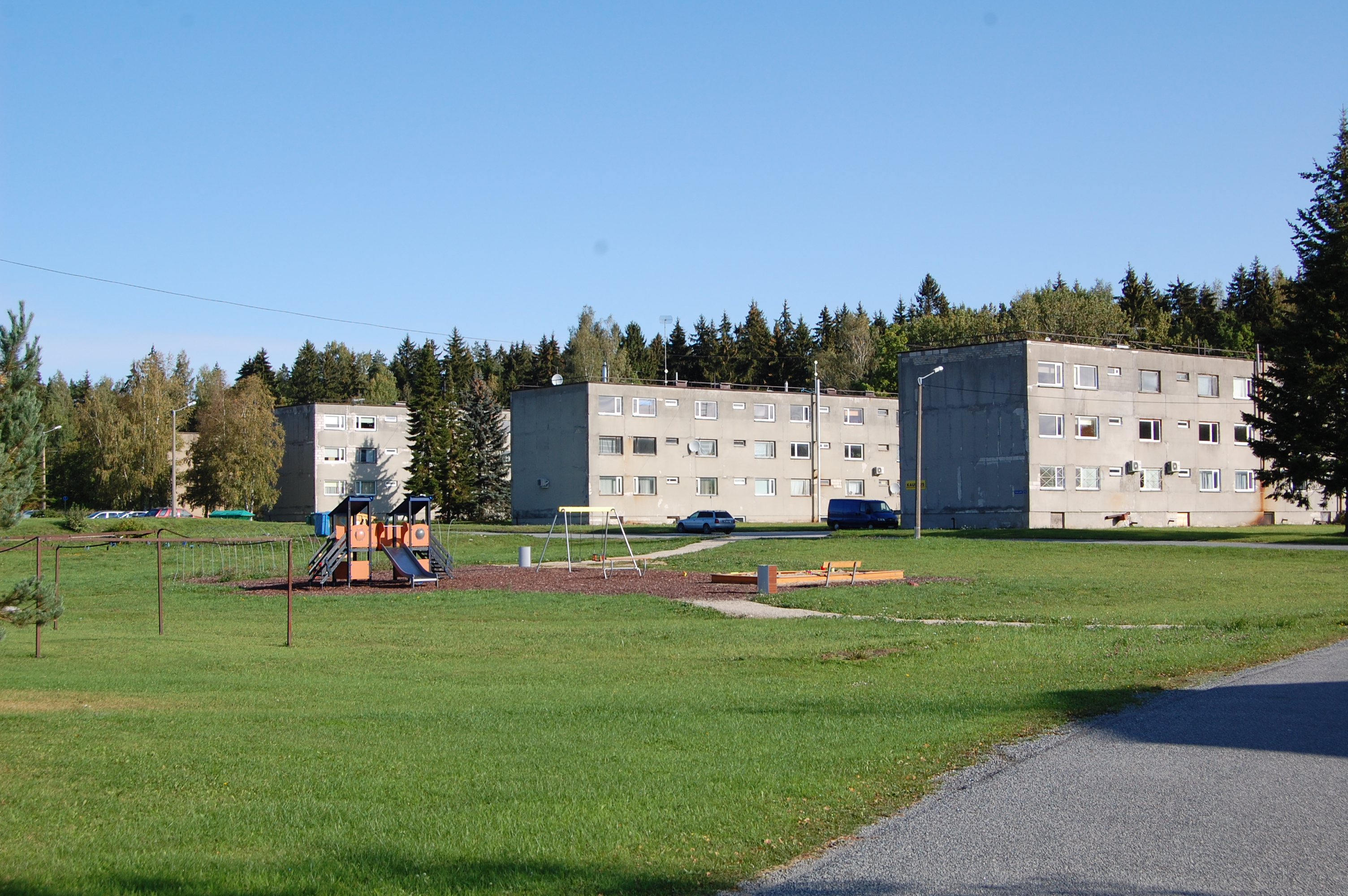
Деревня Писисааре

В составе волости один город, 3 посёлка и 58 деревень.

Город: Пылтсамаа.

Посёлки: Адавере, Камари, Пуурмани.

Деревни: Айду, Аластвере, Алтнурга, Анниквере, Арисвере, Витсъярве, Ворсти, Выйзику, Выхманымме, Вягари, Вяйке-Камари, Вяльятагузе, Каавере, Каблакюла, Калана, Каликюла, Калме, Кауру, Кирикувалла, Козе, Кунингамяэ, Курси, Кыпу, Кырккюла, Лаасме, Лахавере, Лебавере, Лоопре, Луйге, Лустивере, Мыхкюла, Мыйзакюла, Мыртси, Мялликвере, Неанурме, Нурга, Нымавере, Пауаствере, Паюзи, Пиккнурме, Пилу, Писисааре, Пудивере, Пудукюла, Пуйату, Рыстла, Рясна, Сопиметса, Сулуствере, Таммику, Тапику, Тыйвере, Тырве, Тыренурме, Умбуси, Ууэвялья, Эску, Юрикюла.

## Демография по данным Регистра народонаселения
Население Пылтсамаа состоит в основном из эстоноговорящих людей, имеющих гражданство Эстонии. За период 2012—2017 годов число жителей уменьшилось на 1211 человек; эта тенденция сохранялась и в период 2018—2020 годов.
В период 2011—2019 годов естественный прирост населения был постоянно негативным, сальдо миграции — также негативным (за исключением 2015 года). Наряду со снижением числа жителей выражены старение населения и большой удельный вес пожилых людей в общей численности населения волости.
По состоянию на 1 января 2018 года 63,3 % населения волости составляли жители трудоспособного (16-64 года) возраста.

## Данные Департамента статистики
Данные Департамента статистики Эстонии о волости Пылтсамаа:

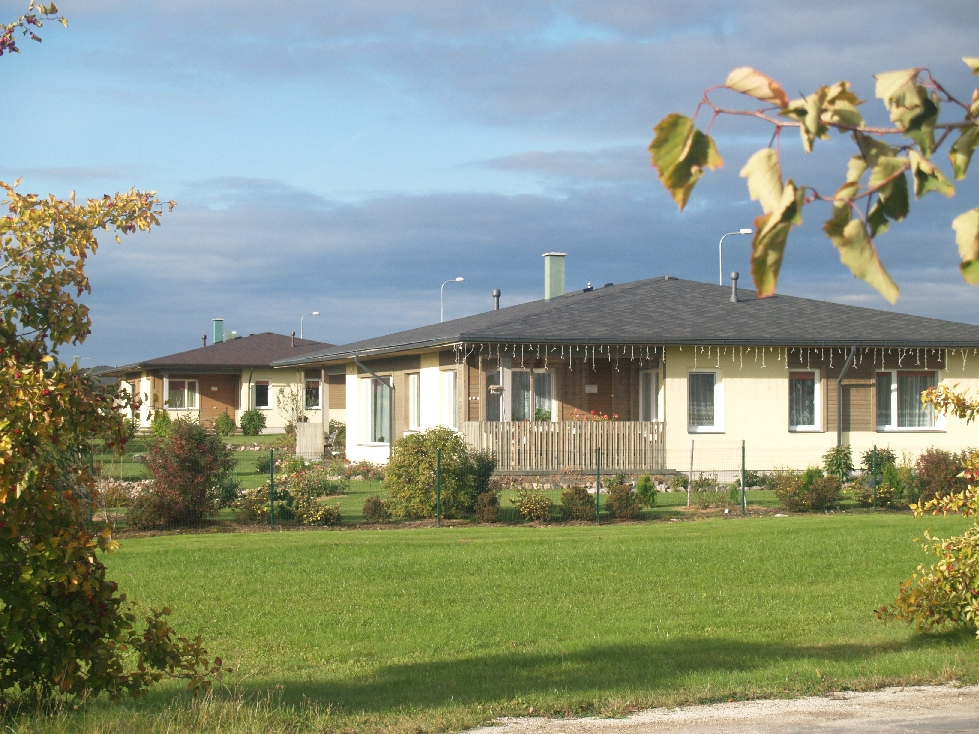
Деревня «SOS» в Пылтсамаа

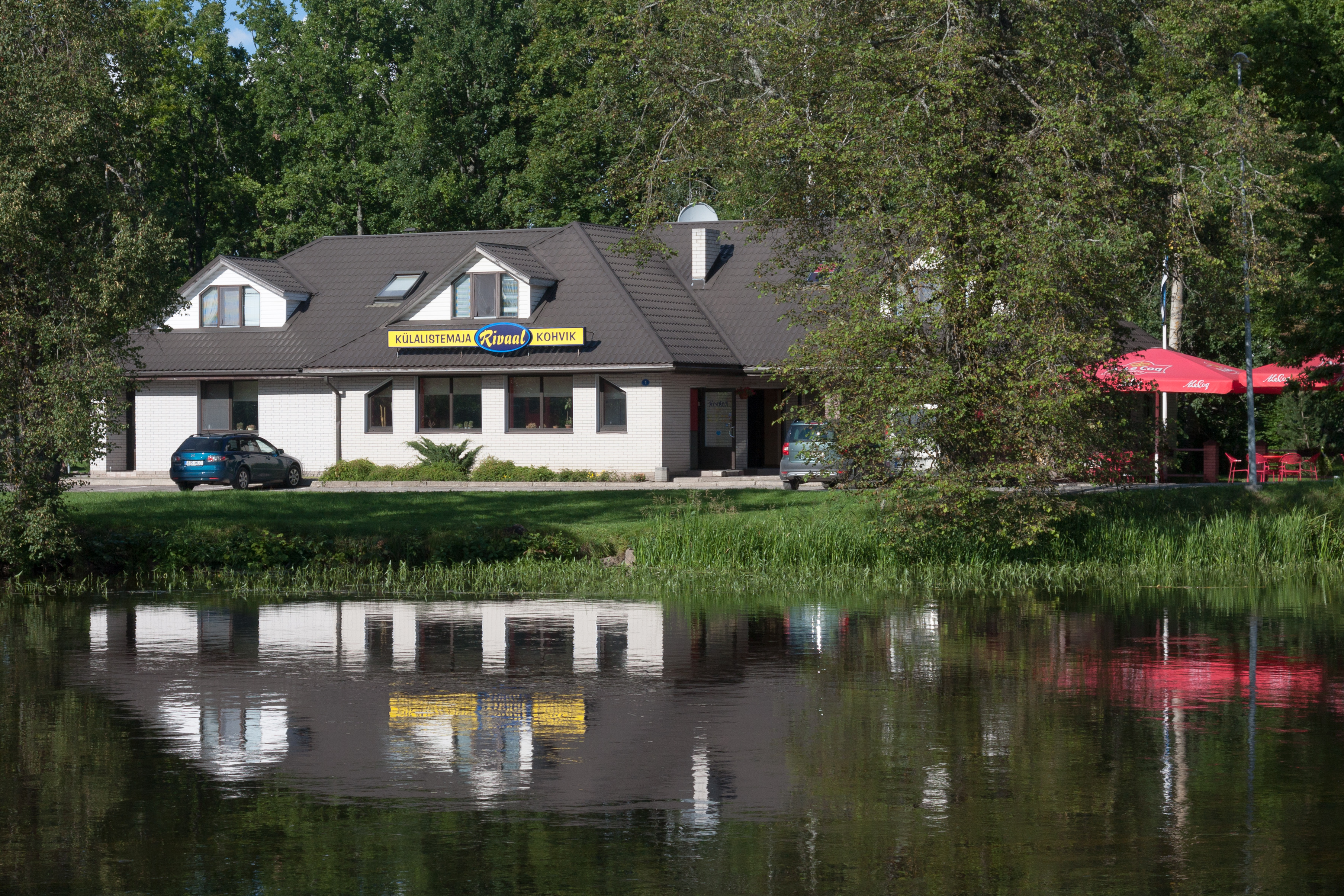
Гостевой дом-кафе «Rivaal»

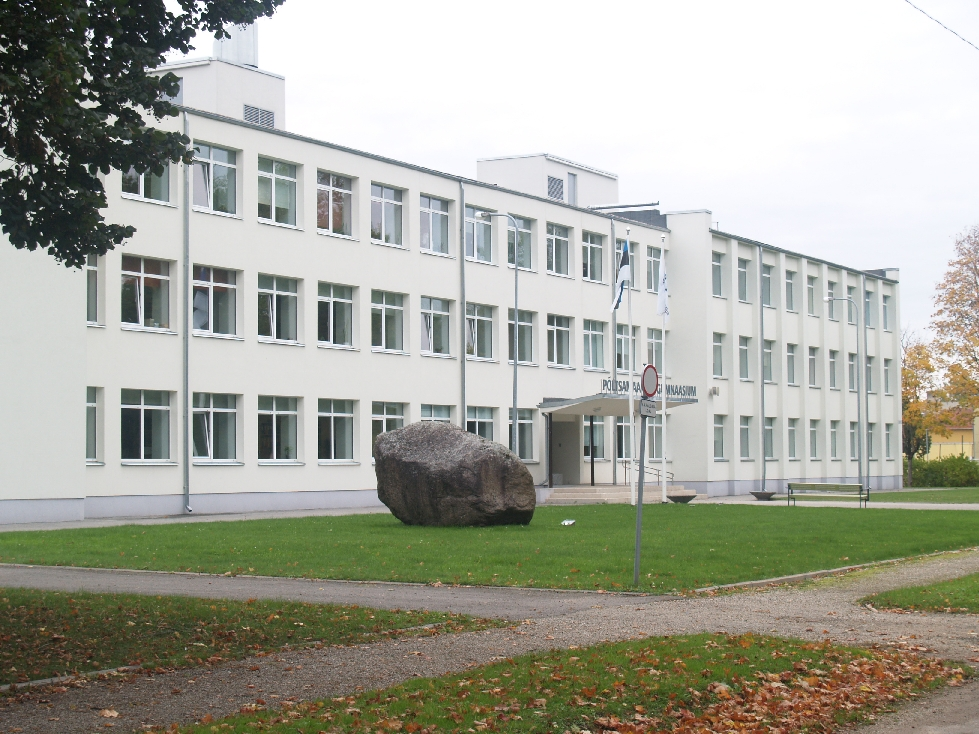
Гимназия Пылтсамаа

Число жителей на 1 января каждого года:
| Год  | 2016   | 2017     | 2018   | 2019   | 2020   | 2021   | 2022   | 2023   | 2024   |
| ---- | ------ | -------- | ------ | ------ | ------ | ------ | ------ | ------ | ------ |
| Чел. | 10 187 | ↘ 10 034 | ↘ 9903 | ↘ 9752 | ↘ 9685 | ↘ 9616 | ↗ 9690 | ↘ 9665 | ↘ 9508 |

Число рождений (живорождённых):
| Год  | 2015 | 2016 | 2017 | 2018 | 2019 | 2020 | 2021 | 2022 | 2023 |
| ---- | ---- | ---- | ---- | ---- | ---- | ---- | ---- | ---- | ---- |
| Чел. | 94   | ↘ 79 | ↗ 99 | ↘ 94 | ↗ 98 | ↘ 81 | ↘ 70 | ↘ 61 | ↗ 82 |

Число умерших:
| Год  | 2015 | 2016  | 2017  | 2018  | 2019  | 2020  | 2021  | 2022  | 2023  |
| ---- | ---- | ----- | ----- | ----- | ----- | ----- | ----- | ----- | ----- |
| Чел. | 146  | → 146 | ↘ 137 | ↗ 149 | ↘ 133 | ↘ 121 | ↗ 193 | ↘ 162 | ↗ 173 |

Сальдо миграции:
| Год  | 2016 | 2017 | 2018 | 2019 |
| ---- | ---- | ---- | ---- | ---- |
| Чел. | –93  | –81  | –98  | –33  |

Зарегистрированные безработные*:
| Год  | 2016 | 2017 | 2018 | 2019 | 2020 | 2021 | 2022 | 2023 |
| ---- | ---- | ---- | ---- | ---- | ---- | ---- | ---- | ---- |
| Чел. | 150  | 176  | 182  | 173  | 197  | 283  | 243  | 322  |

*2016—2019 годы — среднегодовое число, с 2020 года — на 1 января.
Средняя брутто-зарплата работника:
| Год  | 2016 | 2017   | 2018   | 2019   | 2020   | 2021   | 2022   |
| ---- | ---- | ------ | ------ | ------ | ------ | ------ | ------ |
| Евро | 976  | ↗ 1040 | ↗ 1104 | ↗ 1166 | ↗ 1211 | ↗ 1291 | ↗ 1379 |

В 2019 году волость Пылтсамаа занимала 49 место по величине средней брутто-зарплаты среди 79 муниципалитетов Эстонии.
Число учеников в школах:
| Год  | 2015 | 2016  | 2017  | 2018  | 2019  | 2020  | 2021  | 2022  | 2023  | 2024  |
| ---- | ---- | ----- | ----- | ----- | ----- | ----- | ----- | ----- | ----- | ----- |
| Чел. | 991  | ↘ 972 | ↗ 973 | ↘ 941 | ↘ 920 | ↘ 914 | ↘ 911 | ↗ 961 | ↗ 964 | → 964 |

## Инфраструктура

### Образование

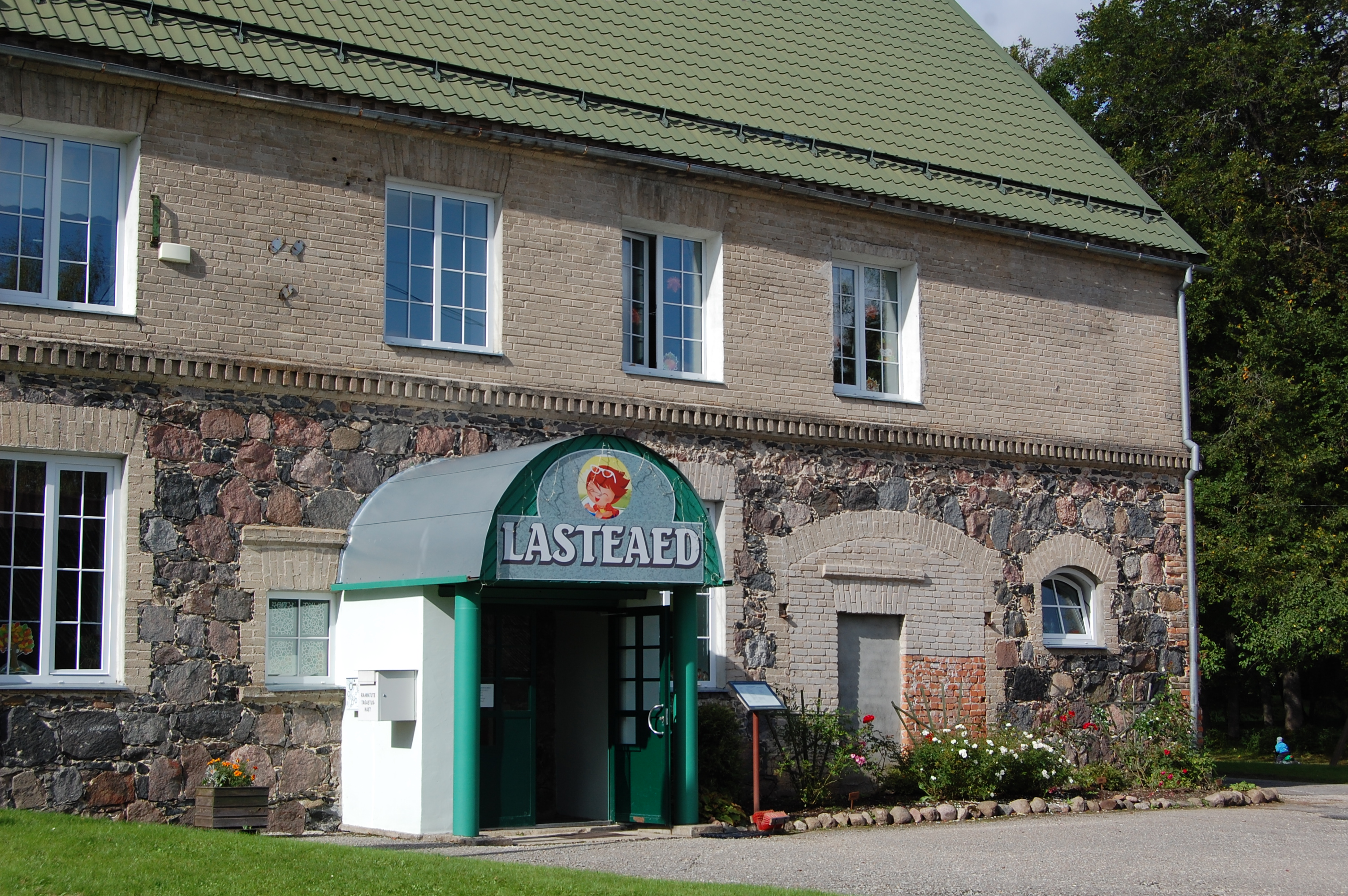
Детский сад в деревне Лустивере

По состоянию на 2019 год в волости работали 10 учреждений образования, из них 3 детских сада, 5 основных школ-детсада, одна основная школа и одна гимназия.
В 2018 году детские сады посещали 439 детей, в 2019 году — 411. Работает 3 школы по интересам: муниципальная музыкальная школа и частные спортивная и художественная школы. Музыкальная школа была открыта в 1959 году, число учеников в 2018 году составило 185 человек. Спортивная школа стала действовать с 1999 года, 208 учеников в 2018 году. Художественная школа открылась в 2000 году, число учеников в 2018 году — 47.

### Медицина
Медицинскую помощь первого уровня предоставляют 4 центра семейных врачей: в городе Пылтсамаа (5 врачей), в посёлках Адавере и Пуурмани и в деревне Писисааре. Имеются возможности для проведения рентгенологической и функциональной диагностики, кардиологических обследований, стационарных услуг по уходу за выздоравливающими больными и амбулаторного восстановительного лечения. Работает ортопедический центр, офтальмолог, стоматологи и массажисты. В городе Пылтсамаа дежурит бригада скорой помощи, входящая в состав скорой медпомощи Клиники Тартуского университета. Услуги врачей-специалистов и стационарное лечение предлагает больница Йыгева.
В 2018 году доступность и качество услуг семейных врачей и врачей-специалистов оценили по 5-балльной шкале на «4» и «5» 66,2 % опрошенных.

### Социальное обеспечение
В волости оказывается услуга социального работника семьям с детьми, которая предоставляется на один год и при необходимости продлевается. Один работник занимается 11-ю семьями. В детском саду «Тыруке» есть группа развития для детей-инвалидов. На территории волости расположена «SOS»-детская деревня, открывшаяся 1 июня 2010 года. В ней 3 дома, в каждом из которых вместе с родителями проживает до 6 детей. Эта услуга предоставляется также жителям других волостей уезда. Для жителей волости, которые по различным причинам, связанным с доходом, не имеют возможности обеспечить себя жильём, в разных регионах волости есть социальные жилые помещения. В 2018 году большинство из них требовали основательного ремонта.
По состоянию на 1 января 2018 года удельный вес лиц пенсионного возраста (65 лет и старше) в волости составлял 21,9 % в общей численности населения волости. Инвалидность была назначена 774 людям, из них 577 — лица на пенсии (63 человека с глубоким недостатком здоровья и 333 человека с тяжёлым недостатком здоровья) и 197 человек — лица трудоспособного возраста.
Учреждения по уходу:
- дом по уходу в Лустивере, в 2018 году предлагал круглосуточный уход 59 лицам;
- волостной Дневной центр Пылтсамаа, муниципальное учреждение, открытое в 2017 году. Предлагает как услуги полного пансиона (ночлег, питание, вспомогательные услуги), так и услуги спецухода в каждодневной жизни и услуги по дому;
- Дневной центр Пылтсамаа, подчиняется социальному отделу волостной управы. Его целью является поддержка активного общения взрослых людей, их социальной жизни и вовлечения в общественную жизнь, помощь в каждодневной жизни, организация досуга и др.;
- Пылтсамааский дом Центра по уходу Южной Эстонии. Частное учреждение, способное предложить услугу круглосуточного ухода 150 клиентам;
- дом по уходу в деревне Выйзику;
- Центр помощи волости Паюзи[9].

В 2018 году доступность и качество социальных услуг оценили по 5-балльной шкале на «4» и «5» 42,4 % опрошенных.
В дополнение к государственным пособиям волость выплачивает пособия, независящие от размера дохода семьи: пособие по рождению (2 раза по 200 евро), пособие к началу учёбы в школе (100 евро), пособие на детские очки (в размере стоимости линз), пособие для вступающего во взрослую жизнь детдомовца (600 евро), пособие осуществляющему уход за больным или инвалидом (20—100 евро), похоронное пособие (250 евро).

### Культура, досуг и спорт
В волости работает народная библиотека, в структуру которой входит главная библиотека в городе Пылтсамаа, 6 филиалов (Адавере, Айду, Лустивере, Паюси, Пууурмани, Эску) и пункт обслуживания в деревне Тапику. Муниципальные учреждения культуры: Культурный центр Пылтсамаа, к которому относится Народный дом Пуурмани и в котором можно также заниматься спортом, и Народный дом Паюзи. В 2003—2018 годах в волости были созданы 11 сельских обществ и некоммерческих организаций, целью которых является развитие сельской жизни.
В городе Пылтсамаа работает Молодёжный центр. В других крупных населённых пунктах волости молодёжной работой занимаются школы и сельские общества. В 2018 году в волости прошло 270 мероприятий культуры и досуга (из них 9 — с числом посетителей более 1000 человек) и 120 спортивных мероприятий (из них одно — с числом участников более 500).
Волости принадлежит база отдыха «Вайбла», где можно организовывать детские и спортивные лагеря, проживая в домиках или палатках и пользуясь сауной.
По данным Спортивного регистра, в 2018 году в волости насчитывалось 42 спортивных объекта: спортхолл «Felixhall», плавательный бассейн, теннисная площадка, лыжня в посёлке Адавере, трасса для ралли «Пийроя», тропа здоровья «Кунингамяэ» и др.; 565 человек занимались 21 видом спорта, из них 309 детей и 256 взрослых. В Спортивном центре Писисааре есть зал для игры в баскетбол, волейбол и бадминтон, тренажёрный зал. В волости зарегистрированы 20 спортклубов и одно спортивное объединение, работает 11 квалифицированных тренеров.

### Транспорт
Волость покрывает густая сеть дорог, из которых самыми важными являются шоссе Таллин—Тарту—Выру—Лухамаа, Йыгева—Пылтсамаа, Пылтсамаа—Выхма и Вильянди—Пылтсамаа. По маршруту автобусная станция Пылтсамаа—остановка «Пуху Рист» в день выходит 12 автобусов, по маршруту остановка «Пуху Рист»—остановка «Пылтсамаа» — 24 автобуса.
По данным Дорожного регистра, в 2017 году волости принадлежало 236 км дорог, из них 188 км шоссе и 48 км улиц. За период 2012—2018 годов на строительство и перестройку дорог волость затратила около 2,3 миллиона евро.

### Жилая среда
Волость в основном застроена небольшими 1-2-этажными жилыми домами. В городе, посёлках и в центрах больших деревень есть также многоквартирные дома высотой до 5 этажей.
По состоянию на 2018 год системы центрального отопления имелись в городе Пылтсамаа, посёлках Пуурмани и Адавере и в деревнях Выйзику и Вяйке-Камари. Волость покрыта сетью мобильной телефонной связи, услуги которой можно заказать у разных операторов. Есть электрическая телефонная связь. Большинство жителей обеспечены Интернет-связью, как кабельной, так и мобильной.

## Экономика
По состоянию на 1 июля 2018 года в волости было зарегистрировано 1354 юридических лица; экономически активных было 706 предприятий, из которых 40 % занимались сельским хозяйством, 12 % — оптовой и розничной торговлей, 11 % — строительством. 95 % предприятий волости — микро-предприятия (численность работников менее 10 человек).
Крупнейшие работодатели волости по состоянию на 30 июня 2020 года:
| Предприятие/организация   | Вид деятельности                                                            | Численность работников |
| ------------------------- | --------------------------------------------------------------------------- | ---------------------- |
| Põltsamaa Ühisgümnaasium  | Гимназия                                                                    | 104                    |
| AS Puit-Profiil           | Производство деревянных дверей, окон и их рам                               | 101                    |
| Põltsamaa Vallavalitsus   | Волостная управа; орган государственного управления                         | 92                     |
| Sawmill of Sadala OÜ      | Лесопильное производство                                                    | 61                     |
| Põltsamaa Lasteaed Tõruke | Детский сад                                                                 | 54                     |
| Moreen OÜ                 | Строительство дорог и шоссе                                                 | 51                     |
| Adavere Agro AS           | Разведение молочных пород скота                                             | 51                     |
| Põltsamaa Majandusühistu  | Розничная торговля в неспециализированных магазинах                         | 45                     |
| Põltsamaa Tervis SA       | Специализированная врачебная практика                                       | 45                     |
| Kitzinger-Progress AS     | Производство машин и оборудования специального назначения; металлообработка | 40                     |

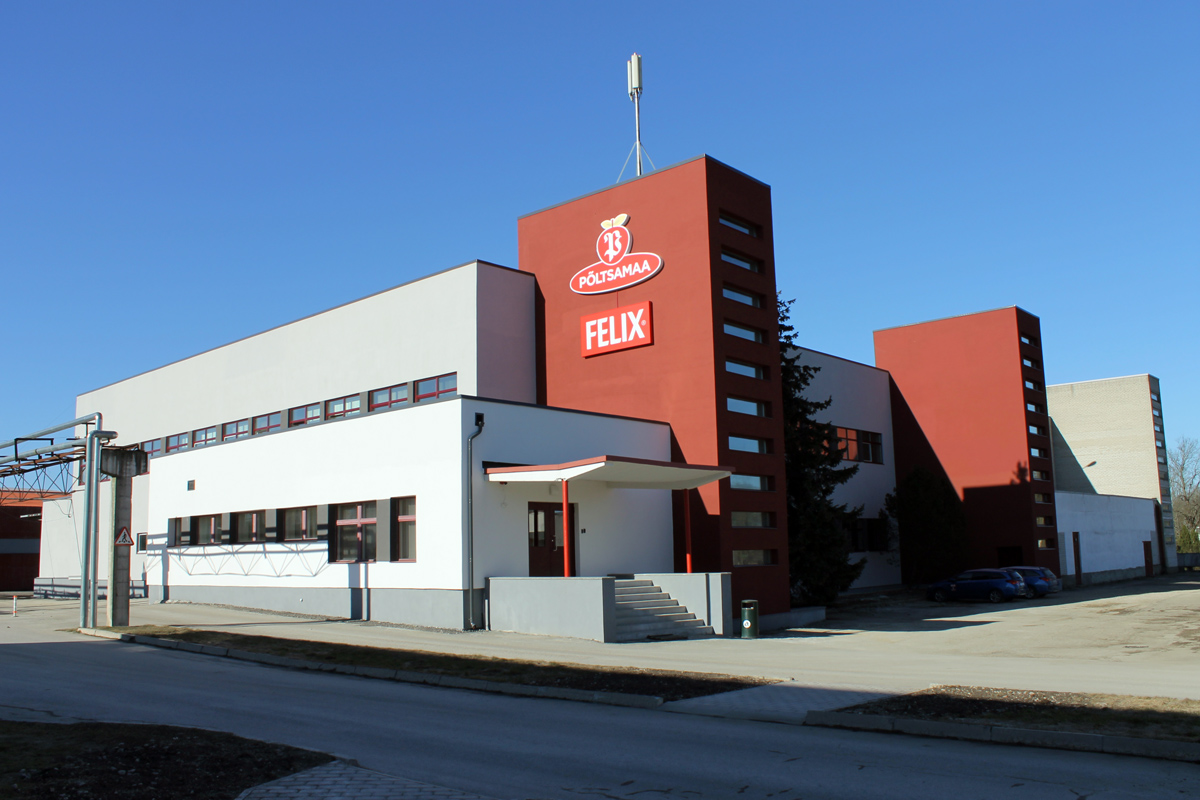
Контора Пылтсамааского консервного завода концерна «Orkla Eesti AS» (бывшее «Põltsamaa Felix AS»)

Крупными работодателями в волости также являются зарегистрированные в уезде Харьюмаа концерн «Orkla Eesti AS», выкупивший консервный завод в городе Пылтсамаа («Põltsamaa Felix»), и предприятие «Eesti Killustik AS», которому принадлежит гравийный карьер в деревне Рыстла.

## Достопримечательности
Памятники культуры:
- городище Пылтсамаа;

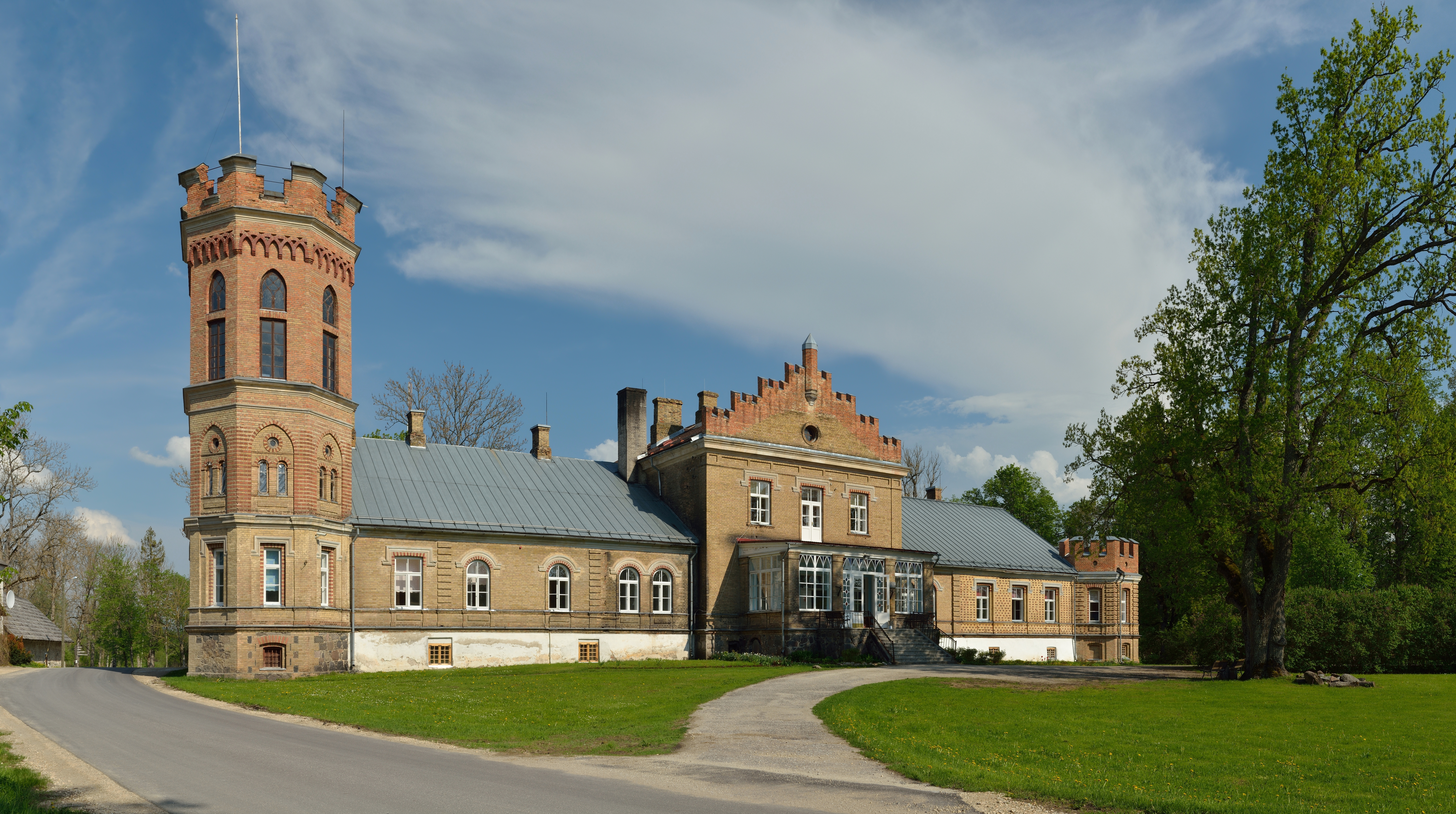
Мыза Лустифер (Лустивере)

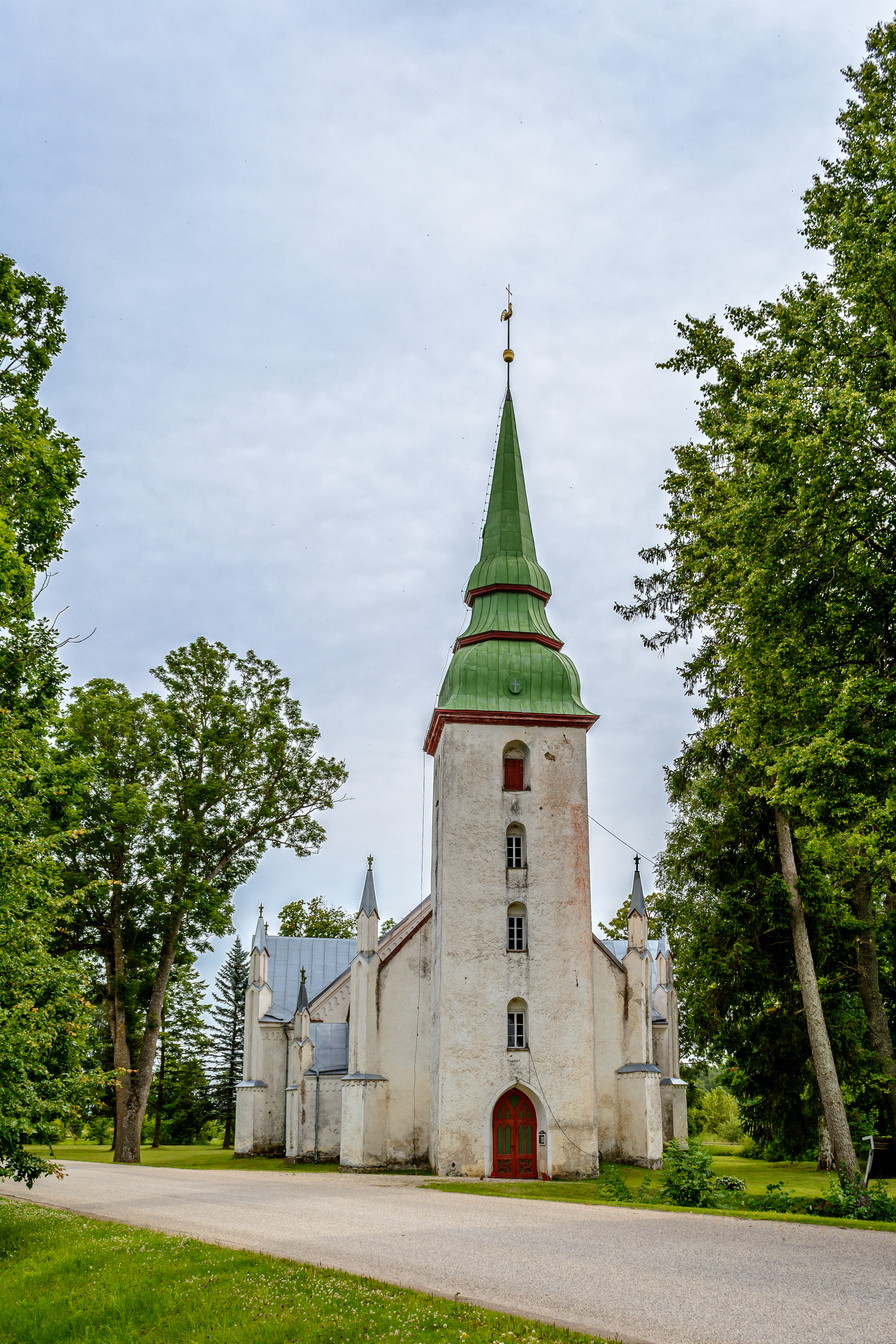
Церковь Марии-Елизаветы в Курси

- замок Талькхоф (мыза Пуурмани) — один из самых красивых и величественных замков Эстонии в стиле неоренессанса возведён в 1877—1881 годах;
- мыза Аддафер (Адавере). Главное здание мызы в стиле историзма построено в 1893 году;
- мыза Лустифер (Лустивере). Построенное в конце XVIII века главное здание мызы в стиле неоготики является ярким примером творчества архитектора Рейнхольда Гулеке[нем.];
- мыза Войзек (Выйзику). Главное здание мызы построено во второй половине XVIII века. После национализации мызы, в 1925 году, в нём открылся «Приют для престарелых и слабоумных» на 25 человек; в настоящее время там располагается дом по уходу для людей с психическими расстройствами, рассчитанный на 400 клиентов;
- мыза Паюз (Паюзи). Главное здание мызы построено в 1830-х годах, к настоящему времени перестроено; долгое время используется как народный дом, отреставрировано в 2006—2008 годах;
- православная церковь Святого Духа в городе Пылтсамаа;
- лютеранская церковь Святого Николая в городе Пылтсамаа;
- лютеранская церковь Марии-Елизаветы в деревне Курси;
- Александровская школа в деревне Вяйке-Камари. Была открыта в 1888 году как городская школа с русским языком обучения в здании, построенном в середине XIX века как пансион для мальчиков дворянского происхождения, закрыта в 1906 году. Позже в ней работало профессиональное учебное заведение. Весной 2017 года здание с эффектным внешним видом и более чем вековой историей было выставлено на продажу за 45 тысяч евро (в то время это цена 1-комнатной реновированной квартиры с центральным отоплением в 5-этажном жилом доме в Тарту)[20].

Другие достопримечательности:
- Пылтсамааский розарий, входящий в десятку европейских розариев с самыми богатыми коллекциями роз[22];
- Музей Пылтсамаа, муниципальное учреждение, основанное в 1997 году. Экспозиционная площадь составляет 140 м2, фондовое хранилище занимает 42 м². Основное собрание музея содержит более 5 тысяч фотографий и 4 тысяч предметов, в том числе документов;
- Музей радио Рихо Лаанеса, частное учреждение. Экспозиция включает в себя радиоприёмники 1925—1990 годов, а также граммофоны, магнитофоны и автомобильные радиоприёмники;
- Пылтсамааский музей продуктов питания. Среди экспонатов — первая в мире еда в тюбиках для космонавтов, выпускавшаяся Пылтсамааским сельскохозяйственным комбинатом Эстонского республиканского союза потребительских обществ;
- парк Сыпрузе (парк Дружбы) — самый молодой из парков уезда Пыльтсамаа, первое дерево посадили здесь 8 мая 1973 года. В парке сажали деревья эстонские и иностранные общественные деятели, деятели культуры и спортсмены. Здесь расположены несколько гранитных скульптур, фигура пашущего Калевипоэга (автор Тауно Кангро) и монументальная скульптура «Путь на Олимп», на ступенях которой написаны имена всех эстонских спортсменов-медалистов Олимпийских игр.

## Города-побратимы и муниципалитеты-побратимы
Город Кокемяки, Финляндия

 Община Мянття-Вилппула, Финляндия

 Скрундский край, Латвия

 Коммуна Соллефтео, Швеция.

## Галерея

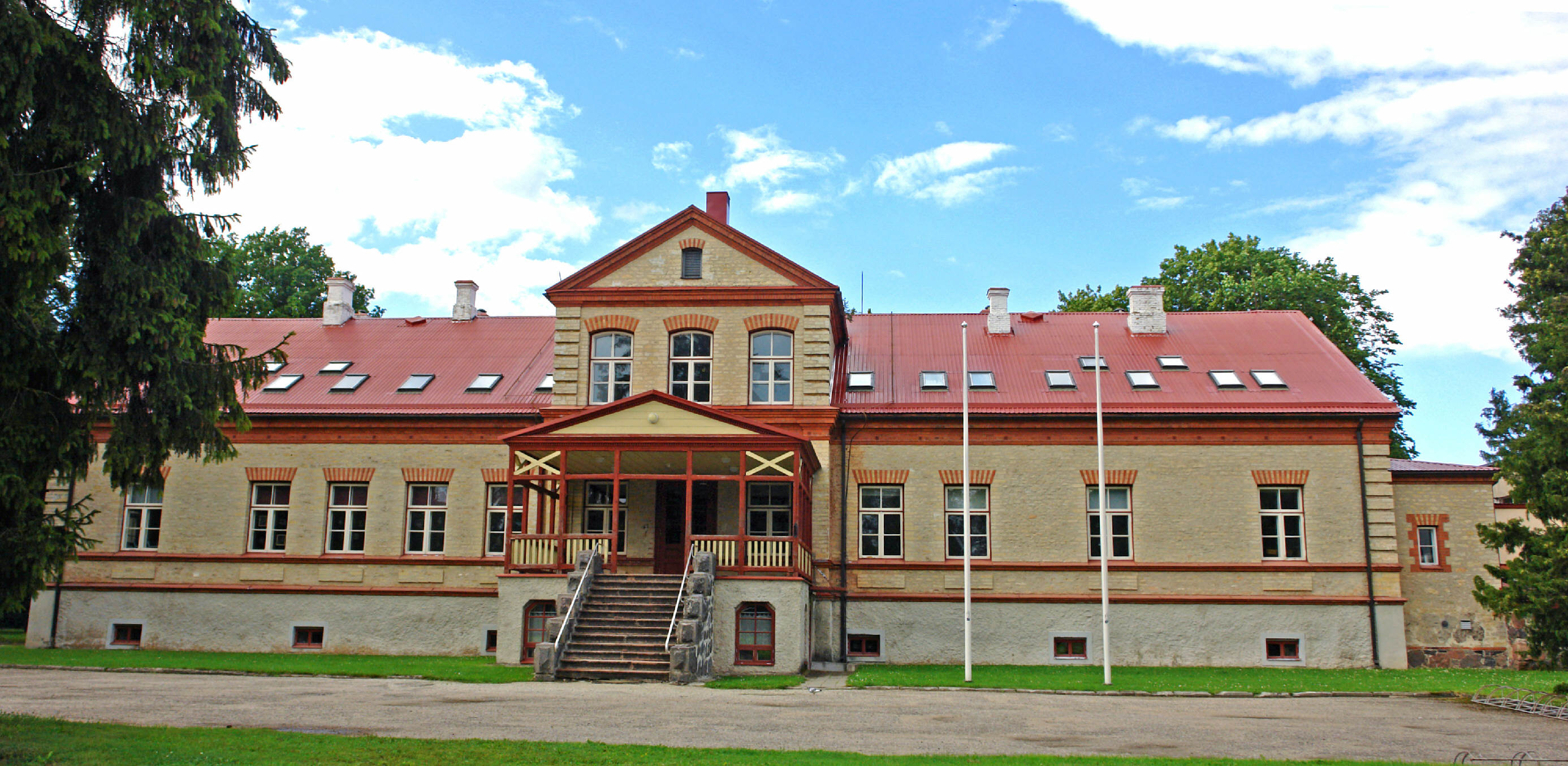
Главное здание мызы Аддафер (Адавере)
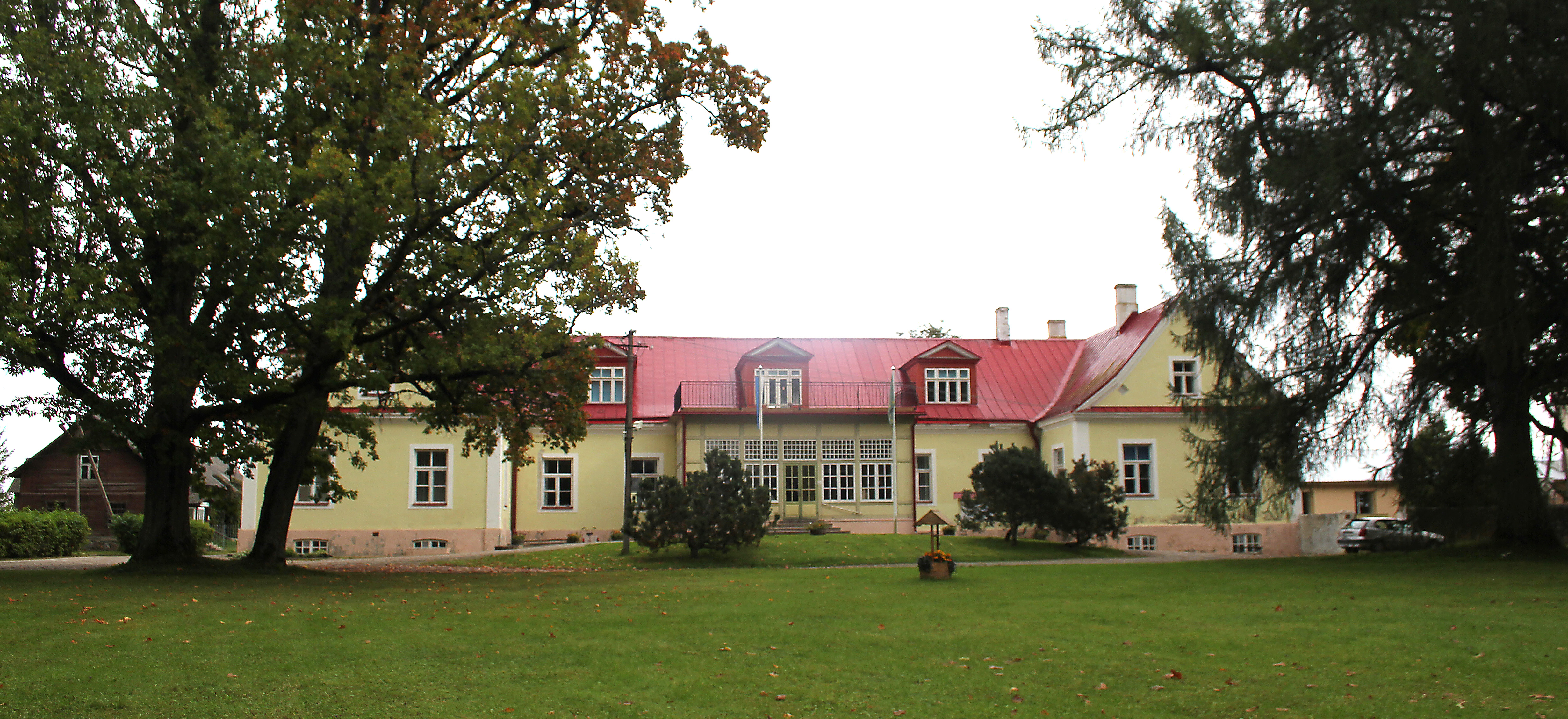
Главное здание мызы Войзек (Выйзику)
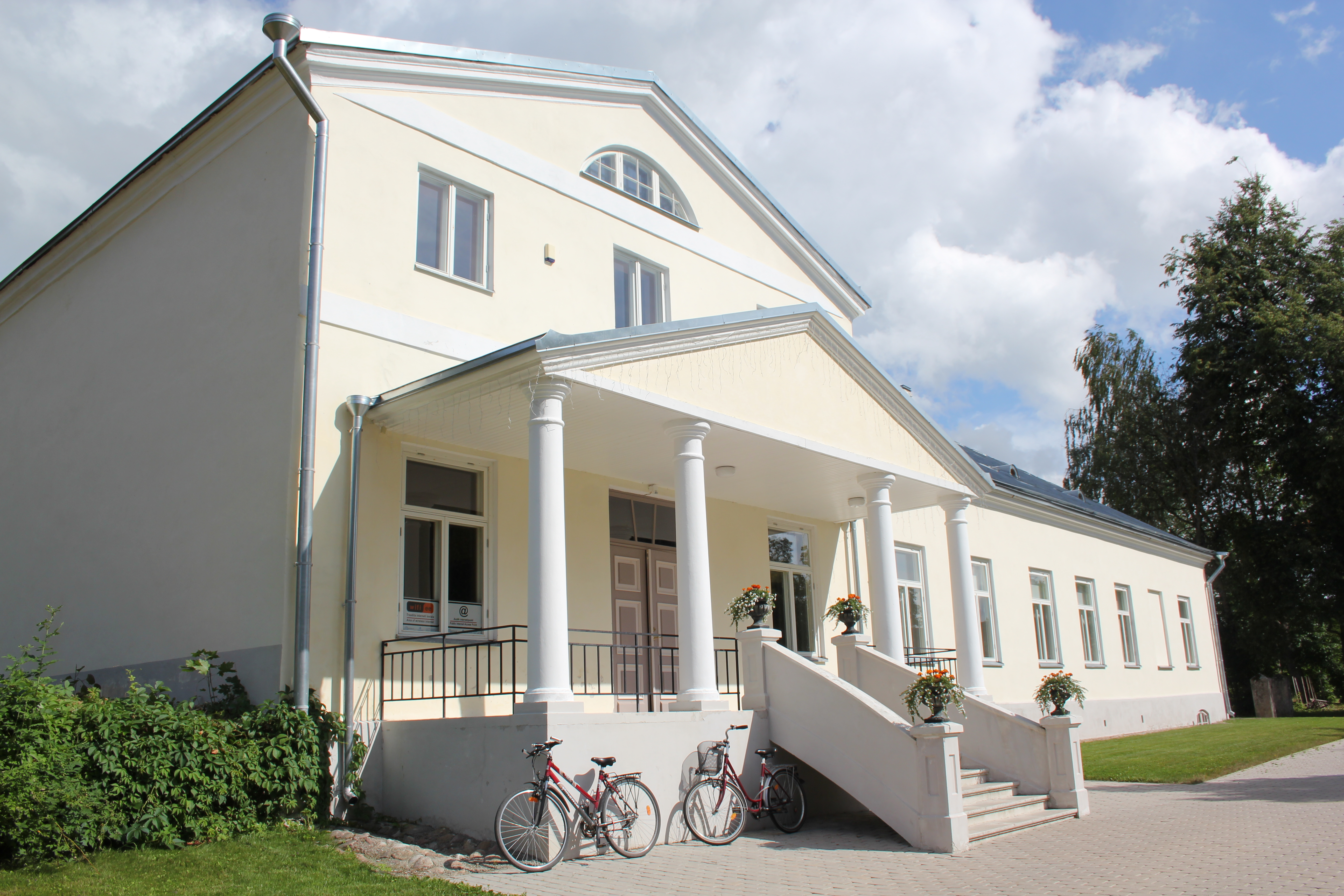
Главное здание мызы Паюз (Паюзи)
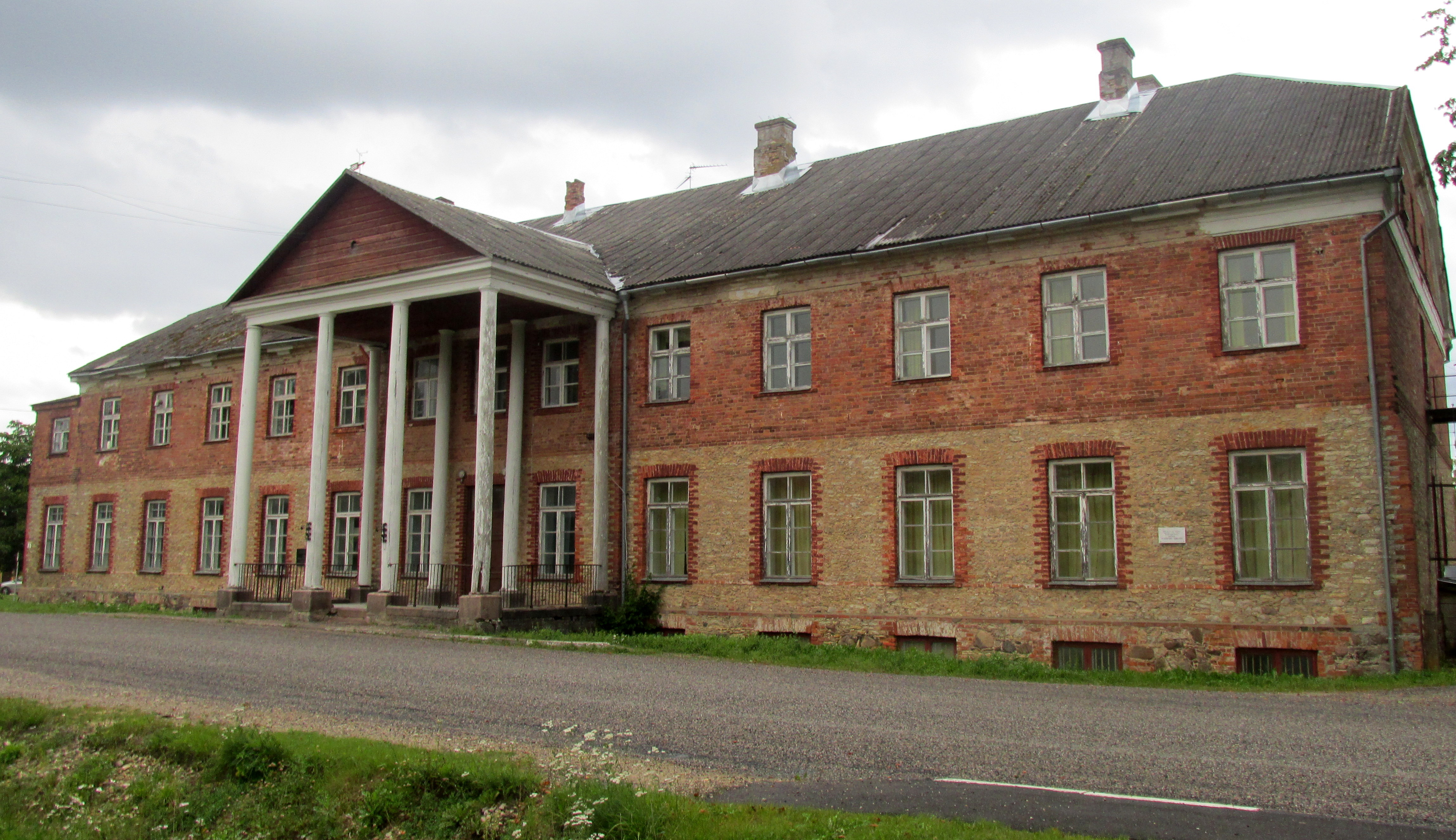
Александровская школа
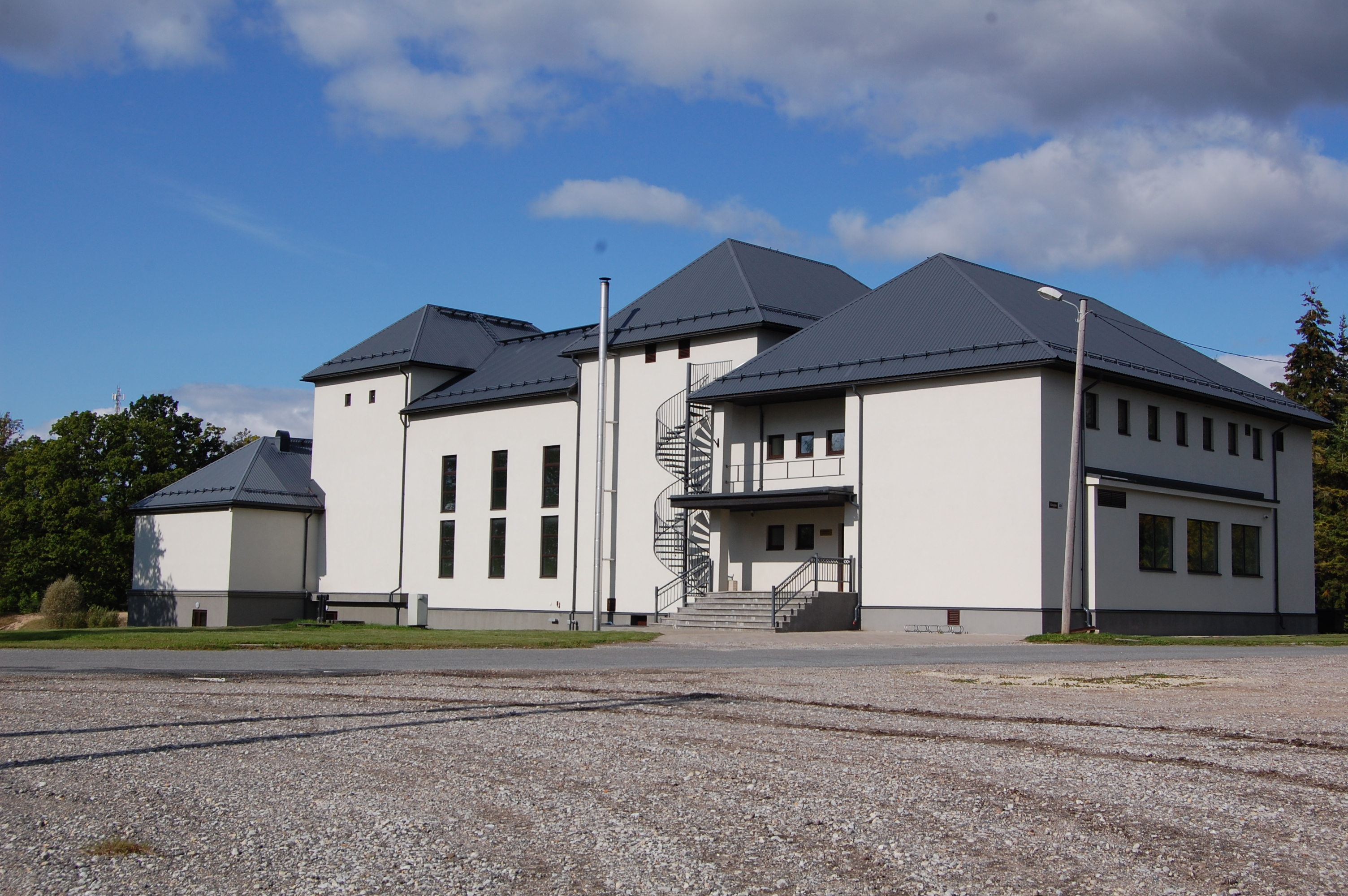
Народный дом в посёлке Пуурмани
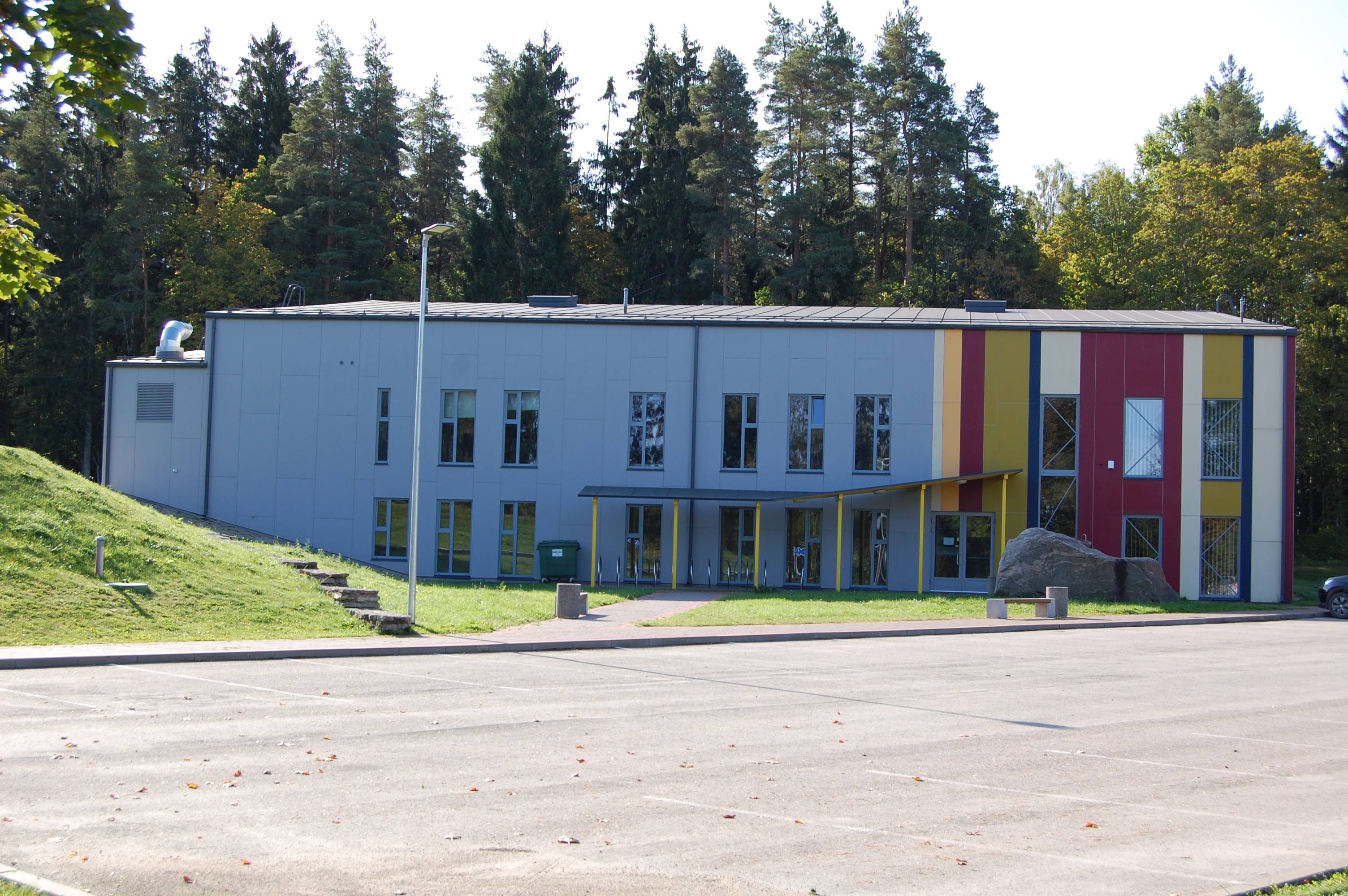
Спортхолл в деревне Писисааре
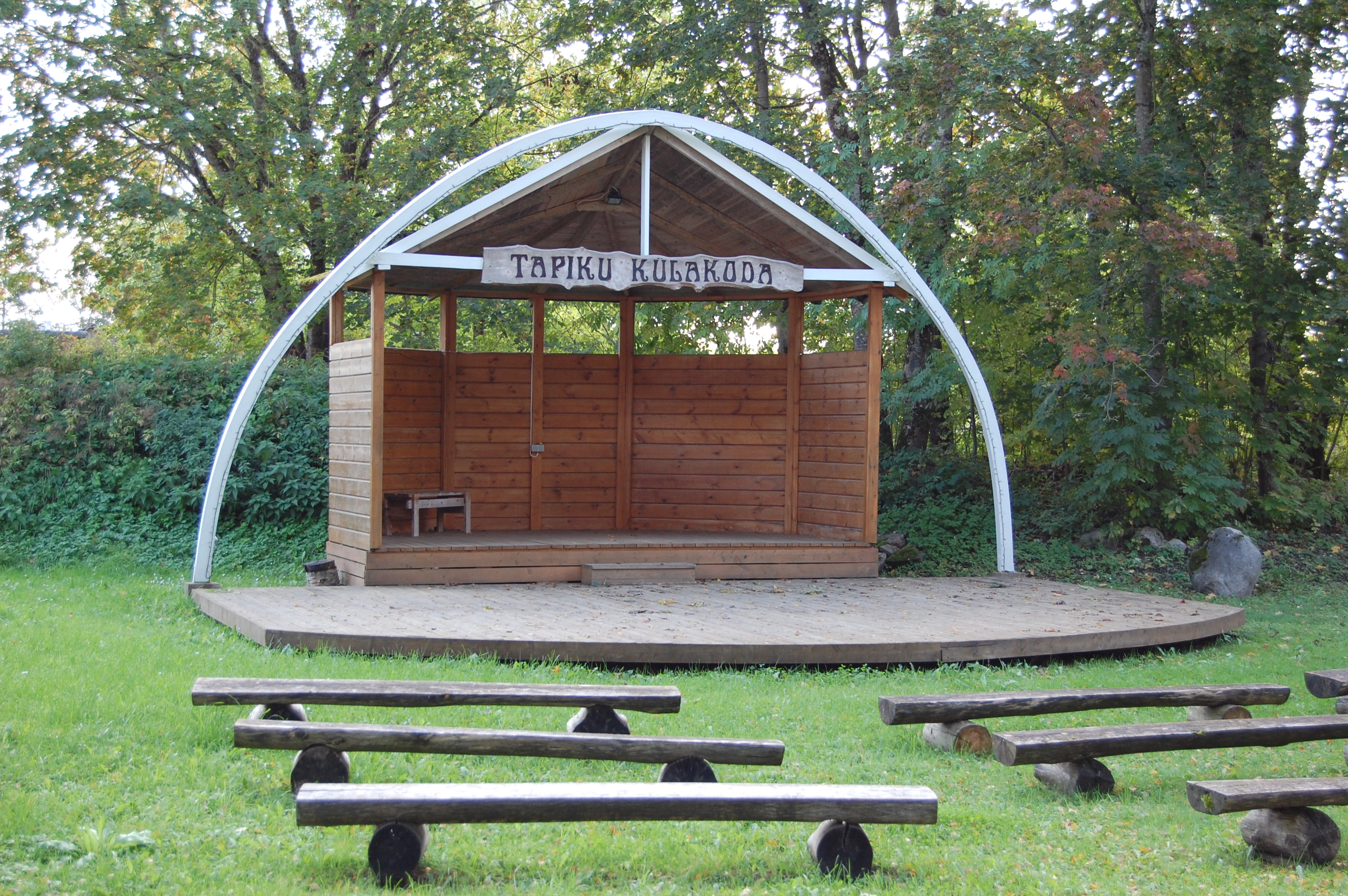
Певческая эстрада в деревне Тапику
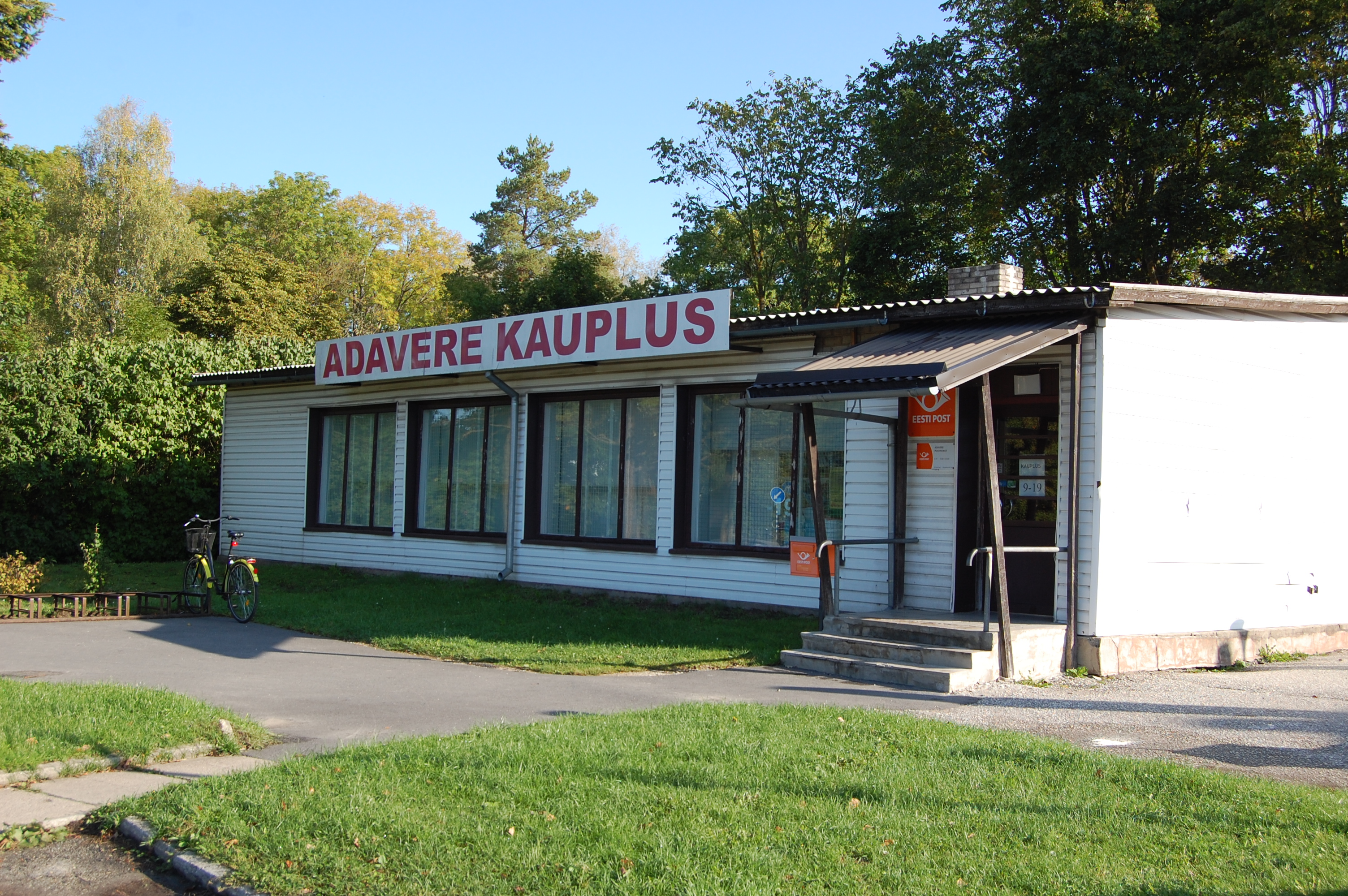
Магазин в посёлке Адавере
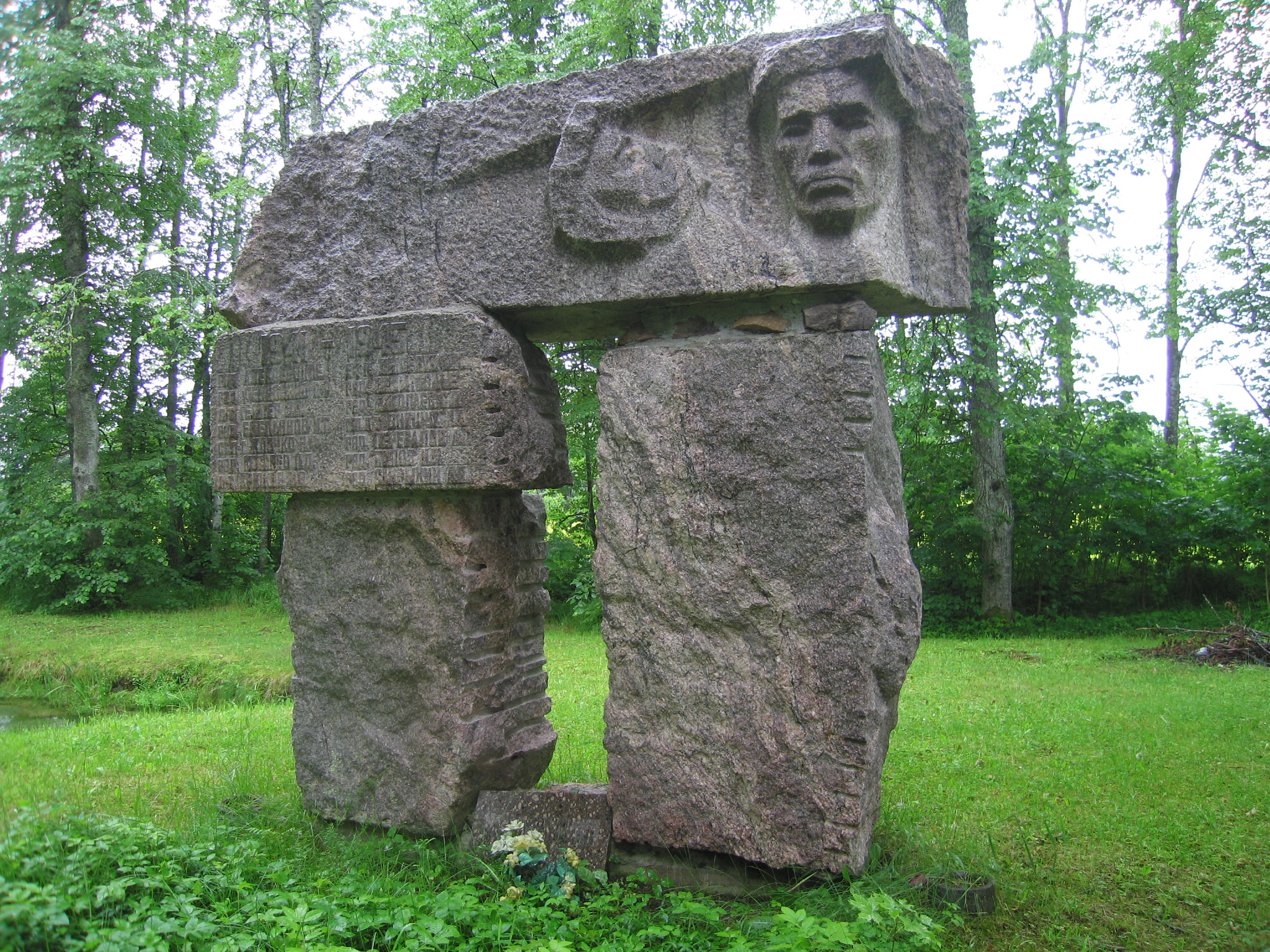
Братская могила советских воинов, павших во II мировой войне, в Курси (скульптор Эльмар Ребане, 1977)

## Комментарии
1. ↑  Эстонские топонимы, оканчивающиеся на -а, в русском языке не склоняются[18], а род получают по родовому слову, например, деревне присваивается женский род, хотя в эстонском языке нет категории рода.